# نيهيليستك سوفتوير
نيهيليستك سوفتوير (بالإنجليزية: Nihilistic Software)، هي شركة أمريكية سابقة، حيث كانت الشركة قامت بإنتاج وتطوير ألعاب الفيديو، تأسست الشركة سنة 1998، وأعلنت حلها سنة 2012، حيث كان للشركة مقر في مارين بكاليفورنيا.